# Gyldendals Spættebøger
Gyldendals Spættebøger var en serie af mere end halvtreds titler (digtsamlinger), alle i samme billigbogsudstyr, udgivet fra ca. 1964-1972 af forlaget Gyldendal. Spættebøgerne var en del af forlagets satsning på billigbøger. Andre serier var Gyldendals Tranebøger (bred skønlitteratur), Gyldendals Bekkasinbøger (smal skønlitteratur) og Gyldendals Uglebøger (filosofi og samfundslitteratur). De ens, dog forskelligt farvede omslag, var uden undtagelse designet af Austin Grandjean.
Der savnes en egentlig, bibliografisk fortegnelse over samtlige spættebøger, med hensyn til reelt antal titler, årgange, oplag m.v. da Gyldendal ikke selv ligger inde med sådanne informationer (længere?). Det samme kan formodes med hensyn til de andre nævnte serier.

## Forsøg på komplet liste over Gyldendals Spættebøger
- Nr. 01 – Sophus Claussen: Pilefløjter (1968)
- Nr. 02 – T.S. Eliot: Ødemarken og andre digte. (Oversat af Kai Friis Møller og Tom Kristensen) (1965)
- Nr. 03 – Langston Hughes: Blues (1964)
- Nr. 04 – Johannes V. Jensen: Digte 1906 (1969
- Nr. 05 – Palle Jessen: Skæv Dans paa haarde Ringe (1964)
- Nr. 06 – Frank Jæger: Dydige digte (1964)
- Nr. 07 – Tom Kristensen: Mod den yderste Rand (1967)
- Nr. 08 – Nis Petersen: Nattens Pibere (1965)
- Nr. 09 – Jens August Schade: Hjerte-bogen. Himmelske sange osv. (1966)
- Nr. 10 – Jørgen Sonne: Delfiner i skoven (1967)
- Nr. 11 – Sophus Claussen: Djævlerier (1965)

- Nr. 12 – Federico García Lorca: Zigøjnerballader (Oversat af Iljitsch Johannsen)
- Nr. 13 – Ole Wivel: I fiskens tegn og Jævndøgns elegier (1965)
- Nr. 14 – William Heinesen: Den dunkle Sol. Digte. (1965)

- Nr. 15 – Erik Knudsen: Blomsten og sværdet (1967)
- Nr. 16 – Walt Whitman: Digte (Oversat af Frederik Schyberg (1965)
- Nr. 17 – Ny dansk lyrik. En antologi. (red. af Jess Ørnsbo) (1965)
- Nr. 18 – Per Lange: Kaos og Stjærnen (1965)
- Nr. 19 – Percy Bysshe Shelley: Den følende Blomst (oversat af Sophus Claussen) (1965)

- Nr. 20 – Frank Jæger: Morgenens trompet (1966)
- Nr. 21 – Klaus Rifbjerg: Under vejr med mig selv. En utidig selvbiografi. (1968)
- Nr. 22 – Jens August Schade: Den levende violin. Aandelige sange og sanselige. (1966)
- Nr. 23 – Sven Clausen: Digte (1966)
- Nr. 24 – Paul la Cour: Levende vande (1966)
- Nr. 25 – Ole Sarvig: Grønne digte (1966)
- Nr. 26 – Ny svensk lyrik. En antologi. (ved Jacob Branting) (1966)
- Nr. 27 – Gustaf Munch-Petersen: Nitten Digte (1966)
- Nr. 28 – Jørgen Nash: Atom elegien (1966)
- Nr. 29 – Adam Oehlenschläger (Øhlenslæger): Digte 1803 (1966)

- Nr. 30 – Jørgen Gustava Brandt: Korn i Pelegs mark (1967)
- Nr. 31 – Holger Drachmann: Ranker og Roser. En samling Sange. (1967)
- Nr. 32 – Otto Gelsted: Rejsen til Astrid (1967)
- Nr. 33 – Ove Abildgaard: Uglegylp (1967)
- Nr. 34 – Tom Kristensen: Fribytterdrømme (1967)
- Nr. 35 – Thøger Larsen: Jord (1967)
- Nr. 36 – Stig Dagerman: Dagsedlar (I udvalg ved Lasse Bergström og Orjan Wallquist) (1967)
- Nr. 37 – Uffe Harder: Positioner(1967)
- Nr. 38 – Morten Nielsen: Krigere uden Vaaben (1967)
- Nr. 39 – Nis Petersen: En Drift Vers (1967)

- Nr. 40 – Hans Hartvig Seedorff Pedersen: Hyben (1967)
- Nr. 41 – Rudolf Broby-Johansen: Blod. Expressionære Digte. (1968)
- Nr. 42 – Robert Corydon: Hænderne. Digte. (1968)
- Nr. 43 – Ludvig Holstein: Mos og muld (1968)
- Nr. 44 – Ole Sarvig: Jeghuset (1968)
- Nr. 45 – Kinesisk poesi fra T’ang-tiden (Udvalgt og oversat af Nina Fønss) (1968)
- Nr. 46 – Otto Gelsted: Jomfru Gloriant (1968)
- Nr. 47 – Johannes Jørgensen: Bekendelse (1968)
- Nr. 48 – Emil Bønnelycke: Gaden og andre digte (Udvalgt af Ib Ørnskov) (1968)
- Nr. 49 – Ny norsk lyrik. En Antologi. (Ved Paal Brekke) (1968)

- Nr. 50 – Orla Bundgård Povlsen: Mur og rum (1969)

De nedenfor nævnte titler mangler nummer. Wiki-brugere opfordres til at finde og indsætte disse på de korrekte pladser ovenfor.
- Nr. – Klaus Rifbjerg: Konfrontation (1972)
- Nr. – Vagn Steen: Digte? & reklamedigtsamlingen Forlang brochure (1971)
- Nr. – Frank Jæger: De 5 aarstider (1970)
- Nr. – Lise Sørensen: Blæsten udenfor (1970)
- Nr. – Henrik Nordbrandt: Digte (1970)
- Nr. – Guillaume Apollinaire: Vinduerne (oversat af Mogens Faber) (1970)
- Nr. – Jørgen Gustava Brandt: Fragment af imorgen. Offertorium i otte sange. (1970)
- Nr. – Inger Christensen: Lys (1970)

| Bog | Spire Denne artikel om bøger og tidsskrifter er en spire som bør udbygges. Du er velkommen til at hjælpe Wikipedia ved at udvide den. |